# Heinz Kinigadner
Heinz Kinigadner (28 de enero de 1960, Uderns, Tirol) es un expiloto de motocross y rallies austriaco, campeón en dos ocasiones del Campeonato Mundial de Motocross en la categoría 250cc y de varios rallies.
Actualmente es director deportivo en KTM y entrenador de su sobrino, el piloto Tobias Ebster.

## Carrera Deportiva
Empezó su carrera como piloto de motocross, especialista de enduro en motos en el rallies locales de Austria, empezó a competir en Campeonato Mundial de Motocross, consagrándose campeón en las ediciones 1984 y 1985 con la escudería KTM.
Debutó en el Rally Dakar en la edición 1992, ganando la etapa prólogo. Llegó a competir en 7 ocasiones; sin embargo, no pudo terminar ninguna de sus participaciones, abandonando a mitad de la competición.
En 1994 se consagró campeón del Rally de los Faraones, ganando su primer rally internacional.
A partir de 1995, empezó a competir en el Abu Dhabi Desert Challenge, ganando en motos en las ediciones de 1995 y 1998, superando a los pilotos Stéphane Peterhansel y Fabrizio Meoni.
En el 2000 anunció su retiro del motociclismo para dedicarse al área deportiva de KTM y como mentor de pilotos de rally; fue preparador del piloto Matthias Walkner, campeón del Rally Dakar de 2018.

## Palmarés
| Año  | Título                          | Categoría |
| ---- | ------------------------------- | --------- |
| 1984 | Campeonato Mundial de Motocross | 250 cc    |
| 1985 | Campeonato Mundial de Motocross | 250 cc    |
| 1994 | Rally de los Faraones           | Motos     |
| 1995 | Abu Dhabi Desert Challenge      | Motos     |
| 1998 | Rally dos Sertões               | Motos     |
| 1998 | Abu Dhabi Desert Challenge      | Motos     |

## Resultados

### Campeonato Mundial de Motocross
| Año  | Vehículo | Categoría | Posición |
| ---- | -------- | --------- | -------- |
| 1980 | Puch     | 250 cc    | 37.º     |
| 1981 | Puch     | 250 cc    | 5.º      |
| 1982 | Yamaha   | 250 cc    | 9.º      |
| 1983 | KTM      | 250 cc    | 11.º     |
| 1984 | KTM      | 250 cc    | 1.º      |
| 1985 | KTM      | 250 cc    | 1.º      |
| 1986 | KTM      | 500 cc    | 13.º     |
| 1987 | KTM      | 500 cc    | 7.º      |
| 1988 | KTM      | 250 cc    | 26.º     |

### Rally Dakar
| Año     | Categoría | Vehículo | Posición | Etapas |
| ------- | --------- | -------- | -------- | ------ |
| 1992    | Motos     | Yamaha   | Ret.     | 1      |
| 1994    | Motos     | KTM      | Ret.     | 1      |
| 1995    | Motos     | KTM      | Ret.     | 5      |
| 1996    | Motos     | KTM      | Ret.     | 1      |
| 1997    | Motos     | KTM      | Ret.     | -      |
| 1999    | Motos     | KTM      | Ret.     | 1      |
| 2000    | Motos     | KTM      | Ret.     | 2      |
| Fuente: |           |          |          |        |